# Lorenzen Wright

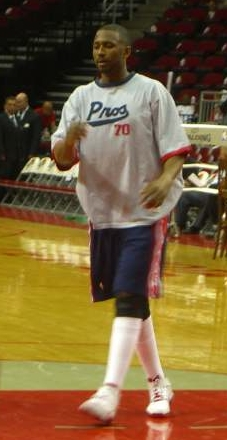

Lorenzen Vern-Gagne Wright (4 de novembro de 1975 - julho de 2010) foi um jogador profissional de basquete norte-americano.